# Anton von Reisner
Anton svobodný pán von Reisner (14. října 1749 Nová Bystřice – 22. října 1822 Vídeň) byl rakouský polní podmaršálek (německy feldmarschalleutnant).

## Život a kariéra
Jeho otec byl major rakouského dělostřelectva. V roce 1768 vstoupil do vojenské služby. Sloužil u rakouského dělostřelectva, kde byl postupně povyšován, v roce 1784 se stal nadporučíkem, v roce 1787 kapitánem (německy hauptmann), v roce 1793 majorem, v roce 1797 podplukovníkem, v roce 1799 plukovníkem, v roce 1805 generálmajorem a v roce 1809 polním podmaršálkem. Dne 8. května 1809 byl (během bitvy u řeky Piava) zraněn a zajat. V roce 1810 byl přidělen na Ředitelství dělostřelectva ve Vídni. Reorganizoval rakouské dělostřelectvo. Dne 21. června 1816 byl povýšen do šlechtického stavu s titulem barona (svobodný pán - Freiherr)

## Vyznamenání
Dne 15. prosince 1799 byl vyznamenán rytířským křížem vojenského řádu Marie Terezie. Po bitvě u Lipska byl vyznamenán velitelským křížem (třída komandér) vojenského řádu Marie Terezie, ruským Řádem sv. Anny 1. tř. a pruským Řádem červené orlice 1. tř.  Od roku 1818 byl čestným majitelem dělostřeleckého pluku č. 3.